# 孔拯 (唐朝)
孔拯（？—？），字弘济，一作宏济，又作公济，曲阜人，孔子四十代孙，文宣公孔策次子，文宣公孔振之弟。
唐僖宗中和三年（883年），孔拯考中状元，后任御史、侍中。孔拯大哥孔振、族兄弟孔纬、孔缄、孔𫄸均为状元，族叔孔敏行亦为状元。